# Peter Magnus
Peter Magnus, född 14 april 1915 i Oslo, död 25 maj 2001, var en norsk författare, översättare och journalist. Han gav ut egna dikt- och novellsamlingar samt översatte en rad verk från tysk, engelsk och amerikansk litteratur.

## Utmärkelser
- 1957 Bastianpriset för översättningen av Kamala Markandayas Nectar in a sieve.